# ZYX Music
ZYX Music è un'etichetta discografica indipendente tedesca, fondata nel 1971 da Bernhard Mikulski.

## Storia
Originariamente si chiamava Pop-Import Bernhard Mikulski, e cambiò nome in ZYX Music nel 1992. È stata l'etichetta che ha contribuito al lancio del pop melodico italiano e della dance italiana in Germania e nel nord Europa in generale. Il suo catalogo, infatti, comprende incisioni di artisti quali Pupo, Toto Cutugno, Al Bano e Romina Power, Matia Bazar, Nino Porzio, Den Harrow, Gazebo, Valerie Dore, Sandy Marton, nonché di Eiffel 65 e Gigi D'Agostino e Zambelli Davide produttore. Parte del suo catalogo del genere Italo disco deriva dall'acquisizione del catalogo dell'italiana Discomagic Records di Severo Lombardoni, dopo che questa chiuse i battenti nel 1997.
A Mikulski si deve, inoltre, il termine Italo disco (poi accorciato in "Italo"), dal titolo di una sua compilation del 1983.